# Kultura Sukow-Dziedzice

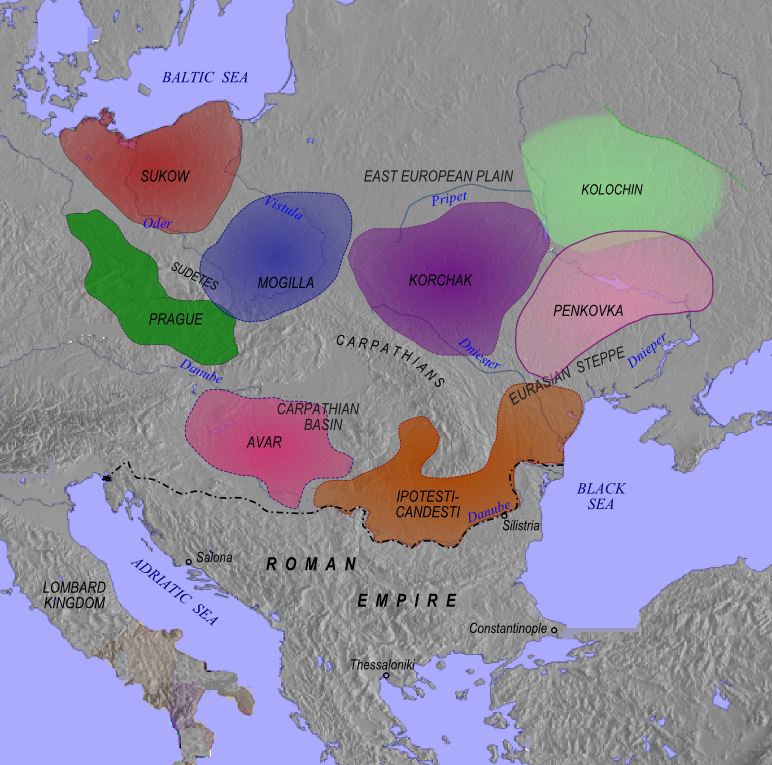
Kultury archeologiczne początku VII wieku, Sukow

Kultura Sukow-Dziedzice (rzadsze i mniej uzasadnione nazwy: Sukow-Szeligi, Sukow-Kędrzyno, kojarzona też z grupą Rüssen-Chodlik, czasami również "kultura dziedzicka") – stosunkowo młody termin w archeologii, którego nazwa pochodzi od słowiańskich znalezisk w miejscowościach Sukow i Dziedzice z VI wieku, dla części naukowców stanowi odrębną kulturę archeologiczną, dla części zaś podgrupę kultury praskiej.

## Charakterystyka
Posiada cechy zarówno kultury przeworskiej jak i kultury praskiej. Choć część małych naczyń jest podobna do wyrobów kultury praskiej to większe wyroby zdecydowanie się różnią zarówno formą jak i różnorodnością wzorów. Niektóre wyglądają jak ręcznie robione imitacje wcześniejszej ceramiki przeworskiej. 
Domostwa naziemne, typowe dla kultury praskiej półziemianki występują nielicznie, brak też przypisywanych Słowianom form obrządku pogrzebowego. Na terenie kultury Sukow-Dziedzice znaleziska o charakterze przedsłowiańskim przeżywają wyjątkowo długo, bo aż do początku VII wieku. Wiązane jest to z wymianą międzykulturową i zapożyczeniami, bądź też z asymilacją przez Słowian wcześniejszych grup osadniczych, jak podaje Wielka Historia Świata pod redakcją profesora Macieja Salamona: Na terenie dzisiejszych wschodnich Niemiec Słowianie mieli możliwość spotkania resztek osadnictwa germańskiego, i to zapewne wpłynęło na ukształtowanie się tutaj specyficznej grupy kulturowej Sukow-Dziedzice, wykazującej obok cech słowiańskich pewne wpływy lokalnych kultur germańskich.
Archeolodzy badający w okresie międzywojennym zespoły cmentarzysk rzędowych z grobami w obudowach kamiennych 
na Mazowszu i Wielkopolsce stwierdzili, że użytkowane były przez ludność pochodzenia niesłowiańskiego.
Jan Czekanowski, profesor antropologii na Uniwersytecie Lwowskim, połączył wówczas odkrycia z Mazowsza i Podlasia, z podobnymi grobami zawierającymi wyposażenie skandynawskie, odkrytymi  w Wielkopolsce. W jego ujęciu, i tam, i tu, pochowani w nich zostali germańscy tubylcy, Goci i Wandalowie, mieszkający w dorzeczu Wisły i Odry od kilku stuleci, którzy nie wywędrowali na południe i zachód u schyłku starożytności. Dodatkowo za dowód, posłużyły profesorowi Czekanowskiemu badania porównawcze czaszek pochodzące zarówno z gockich cmentarzysk na Krymie z III w n.e. jak i tymi, które zostały odnalezione w Wielkopolsce, datowanymi na wiek X. W opinii naukowca oba zbiory są prawie identyczne i wykazują bliskie pokrewieństwo obydwu populacji, oddzielonych czasem i przestrzenią;. Z czasem miejscowa ludność skandynawska zmieszała się z ludnością słowiańską. Czekanowski na podstawie własnych badań uważał, że państwo polskie zawdzięczało swą genezę Gotom.

## Zasięg
Połabie i północno-zachodnia część Polski do linii Wisły. Najdalej na południe znalezione artefakty odkryto w Chwałkowie na Przedgórzu Sudeckim.